# Jude Wanniski
Jude Thaddeus Wanniski (Pottsville, Pennsylvania, 17 juni 1936 - Morristown, New Jersey, 29 augustus 2005) was een Amerikaans journalist, conservatieve commentator en politiek econoom. Hij is misschien het meest bekend van zijn periode als geassocieerd redacteur van de The Wall Street Journal van 1972 tot 1978. In 1976 muntte Wanniski de term aanbodeconomie (supply-side economics) om de opleving in het klassieke economische gedachtegoed beter te confronteren met de meer dominante "vraagzijdegerichte" Keynesiaanse en monetaristische theorieën.
Zijn boek uit 1978, The Way The World Works (De manier waarop de wereld werkt) initieerde een opleving in de klassieke economie en werd door de National Review genoemd als een van de 100 meest invloedrijke boeken van de 20e eeuw. Het boek documenteerde zijn theorie dat de stemmingen in de Amerikaanse Senaat over de Smoot-Hawley invoerrechtenwet van dag-tot-dag samenvielen met de Beurskrach van 1929. Wanniski pleitte consequent voor een vermindering van de handelsbelemmeringen, de afschaffing van de vermogenswinstbelasting, en een terugkeer naar de gouden standaard. Hij was ook instrumenteel bij het populariseren van de ideeën over lagere belastingtarieven, zoals deze zijn neergelegd in de "Laffer-curve". Hij was in 1974 op de bijeenkomst aanwezig toen Arthur Laffer zijn curve voor het eerst op een servet tekende om zijn ideeën voor Dick Cheney en Donald Rumsfeld te verduidelijken.

## Voetnoten
1. ↑   National Review Magazine
2. ↑  Polyconomics.com. Gearchiveerd op 15 maart 2023.

- Gemeinsame Normdatei: 171073509
- International Standard Name Identifier: 0000 0000 8266 5591
- Library of Congress Control Number: n78006389
- Nationale Bibliotheek van Israël: 987007270978505171
- Nederlandse Thesaurus van Auteursnamen: 071870911
- SNAC: w6rb8h0b
- Système universitaire de documentation: 089788516
- Virtual International Authority File: 75102604
- WorldCat: E39PBJvHgKJFC8K3fRqGP6Qpfq